# Ice Hockey Federation of Israel
Der Ice Hockey Federation of Israel (Israelischer Eishockeyverband) ist der nationale Eishockeyverband Israels. 

## Geschichte
Der Verband wurde am 1. Mai 1991 in die Internationale Eishockey-Föderation aufgenommen. Der Verband gehört zu den IIHF-Vollmitgliedern. Aktueller Präsident ist Eran Aharonovitch. 
Der Verband kümmert sich überwiegend um die Durchführung der Spiele der israelischen Eishockeynationalmannschaft. Zudem organisiert der Verband den Spielbetrieb auf Vereinsebene, unter anderem in der israelischen Eishockeyliga.